# Streptanus
Streptanus — рід цикадок із ряду клопів.

## Опис
Цикадки розміром 3—5 мм. Кремезні або помірно стрункі, з закруглено-тупокутною виступаючою головою, часто напівкороткокрилі. У СРСР близько 10 видів.

## Систематика
У складі роду:
- Streptanus aemulans (Kirschbaum, 1868)
- Streptanus albanicus (Horváth, 1916)
- Streptanus arctous Emeljanov, 1964
- Streptanus confinis (Reuter, 1880)
- Streptanus marginatus (Kirschbaum, 1858)
- Streptanus okaensis Zachvatkin, 1948
- Streptanus sordidus (Zetterstedt, 1828)